# Formiguer zebrat occidental
El formiguer zebrat occidental (Willisornis poecilinotus) és una espècie d'ocell de la família dels tamnofílids (Thamnophilidae).

## Hàbitat i distribució
Habita el sotabosc de la selva pluvial de les terres baixes fins als 1400 m, des del sud-est de Colòmbia, sud de Veneçuela i Guaiana, cap al sud, a través de l'est d'Equador i nord, est i sud-est de Perú i nord de Bolívia fins al nord i l'oest de l'Amazònia del Brasil.